# Jane Frazee
Jane Frazee, nata Mary Jane Frehse (Saint Paul, 18 luglio 1915 – Newport Beach, 6 settembre 1985), è stata un'attrice statunitense.

## Filmografia parziale

### Cinema
- Melody and Moonlight, regia di Joseph Santley (1940)
- Hellzapoppin', regia di Henry C. Potter (1941)
- Moonlight in Hawaii, regia di Charles Lamont (1941)
- Gianni e Pinotto reclute (Buck Privates), regia di Arthur Lubin (1941)
- Chiaro di luna all'Avana (Moonlight in Havana), regia di Anthony Mann (1942)
- Rosie the Riveter, regia di Joseph Santley (1944)
- Calendar Girl, regia di Allan Dwan (1947)
- Sotto le stelle della California (Under California Stars), regia di William Witney (1948)
- Sfida all'ultimo sangue (Last of the Wild Horses), regia di Robert L. Lippert (1948)

### Televisione
- Gianni e Pinotto (The Abbott and Costello Show) – serie TV, episodio 2x01 (1953)
- Stage 7 – serie TV, episodio 1x19 (1955)